# لاله واژگون دیویدسون
لاله واژگون دیویدسون(نام علمی: Fritillaria pinetorum) نام یک گونه از سرده لاله واژگون است.